# Vergelijking (beeldspraak)
Een vergelijking (soms ook comparatio) is een vorm van beeldspraak die expliciet de overeenkomst noemt tussen het onderwerp en iets anders met de woorden als, zoals of gelijk, de tweede naamval of een koppelwerkwoord. Een vergelijking met als is een als-vergelijking, ontbreekt de verbinding noemt men het een asyndetische vergelijking.

## Voorbeelden
Als-vergelijkingen
- Zo rood als wijn.
- Dan zal ik je zoeken gelijk een dwaas.
- Zijn mond: gapend als een vis.
- Het zand was als een vloerkleed.
- Ik voel me als een kleuter die een basketbal wil vastgrijpen.[2]
- Zomernachten die even warm en zacht waren als de buik van konijnenjongen.[3]
- De twee klokkentorens van de kerk, die van beneden werden verlicht door rijen schijnwerpers, rezen als robuuste wachters op boven de lange romp van het gebouw. Aan beide zijden stak in het donker een rij smalle, hoge steunberen uit, als de ribben van een prachtig beest.[4]

Asyndetische vergelijking
- 'O Christus, begraven kristal, / Vuur dat bevroor in den steel.'

## Verwante begrippen
Metonymie is een verwante stijlfiguur die berust op een locatie van een overeenkomst. Een antonomasie gebruikt overeenkomsten tussen personen. 
Een metafoor vergelijkt twee zaken zoals de mens is een wolf maar laat zich niet in de vorm a = b dwingen. De uitroep van de moeder die de slaapkamer van de zoon binnenwandelt het is hier een mesthoop is een metafoor. De metaforen zijn rijker dan de vergelijking omdat je langer kan interpreteren en omdat ze zich niet beperken tot één zin. 